# 吕帆
吕帆（1962年2月—），浙江温州人，汉族，中华人民共和国政治人物、第十一届全国人民代表大会浙江地区代表。

## 生平
2002年美国新英格兰视光学院眼视光学毕业，是中共党员。2007年7月任温州医科大学副校长。2008年起担任全国人大代表。2015年10月任温州医科大学党委副书记、校长，成為該校首位女性校長。2018年3月，當選国际角膜塑形学会亚洲分会主席。同年4月任温州医科大学党委书记（李校堃接任校長）。

## 榮譽
- 2002年，被评为全国三八红旗手[7]。
- 2018年度中国女科技工作者社会服务奖[8]。